# 厄氏軟梳䲁
厄氏軟梳䲁（學名：Malacoctenus erdmani），為輻鰭魚綱䲁形目脂䲁科軟梳䲁屬的一個種，種名是為了紀念漁業生物學家唐納德·S·埃爾德曼（Donald S. Erdman），分布於西大西洋巴哈馬至古拉索海域，深度0至11公尺，本魚頭部細長，吻尖，鼻孔和眼上方通常有2條觸鬚，頸背兩側各有1對分枝繁多的觸鬚，口頂兩側無齒，背鰭棘與鰭條之間有缺口，側線鱗40-69片，體綠灰色，身上有不規則的深色橫紋，上背部有深色鞍狀橫紋，腹部和下尾鰭基部可能有一系列深色至黑色的條紋，背部近尾鰭有一黑環綠色眼斑，體長可達3.8公分，棲息在海草生長的岩石區，生活習性不明。